# Lac à l'Épaule (Lac-Jacques-Cartier)
Pour les articles homonymes, voir Épaule (homonymie).
Le lac à l'Épaule est un plan d'eau douce traversé du nord au sud par la rivière à l'Épaule, coulant dans le parc national de la Jacques-Cartier. Ce lac est situé entièrement dans le territoire non organisé de Lac-Jacques-Cartier, dans la municipalité régionale de comté (MRC) La Côte-de-Beaupré, région administrative de la Capitale-Nationale, dans la province de Québec, au Canada.
Le bassin versant du lac à l'Épaule est principalement desservi du côté est par la route 175 qui relie les villes de Québec et Saguenay. Cette route passe à 0,25 km à l'est du lac. Une route secondaire dessert la partie ouest du lac pour les besoins de la foresterie et des activités récréotouristiques.
La foresterie est la principale activité économique du secteur; les activités récréotouristiques en second, notamment par le biais du « Camp Devin » lequel est maintenant administré par la Société des établissements de plein air du Québec.
La surface du lac à l'Épaule est généralement gelée de début décembre à fin mars; la circulation sécuritaire sur la glace se fait généralement de fin décembre à début mars.

## Géographie
En amont, le Petit lac à l'Épaule est situé à 4,6 km au nord-est, formant la limite entre la réserve faunique des Laurentides et le parc national de la Jacques-Cartier. Le Petit lac à l'Épaule s'avère la source de la rivière à l'Épaule dont le courant traverse vers le sud le lac à l'Épaule sur sa pleine longueur. La deuxième source principale du lac à l'Épaule est la décharge du lac à Noël (venant du sud-est).
Le lac à l'Épaule comporte une longueur de 2,9 km, une largeur de 0,8 km et sa surface est à une altitude de 651 m. Ce lac encaissé entre les montagnes est fait en longueur, avec une petite baie sur la rive est. Un barrage a été aménagé il y a quelques décennies à la sortie du plus grand de ces lacs. La superficie du sous-bassin versant est de 87 km2.
Le lac à l'Épaule est situé à 6,7 km du côté ouest du cours de la rivière Morency et à 11,4 km du côté est du cours de la rivière Jacques-Cartier.
À partir de l'embouchure du lac à l'Épaule, le courant de la rivière à l'Épaule descend sur 17 km vers le sud-ouest en suivant le cours de la rivière à l'Épaule jusqu'à la rivière Jacques-Cartier où elle se déverse au pied de la montagne de l'Épaule. Puis le courant descend sur km[Quoi ?] généralement vers le sud en empruntant le courant de la rivière Jacques-Cartier jusqu'à la rive nord-est du fleuve Saint-Laurent.

## Toponymie
L'origine de ce toponyme est très ancienne. Sa signification reste incertaine, néanmoins l'hypothèse principale considérée décrit que l'épaule (épaulement) pouvait désigner ici un replat à pente assez douce servant au raccord de deux vallées dont le niveau diffère. Le phénomène est fréquent dans les régions qui ont connu des glaciations.
Un rapport daté de 1829 et signé par l'arpenteur John Adams mentionne la rivière L'Épaule et la montagne de l'Épaule, alors que William Ware décrit les environs du lac Épaule en 1835. Cette zone fut fréquentée dès le XVIIe siècle par les Jésuites qui se rendaient, par un sentier tracé par les Innus, au lac Saint-Jean. Le plan du chef wendat (huron) Nicolas Vincent, dressé vers 1829, identifie la rivière sous son appellation wendate Hüaonjacaronté.
Ce secteur, à la périphérie des établissements de colons, a connu quelques tentatives de défrichement, car des abattis y ont été repérés en 1867. Le gouvernement y fait alors construire un abri relais pour les voyageurs du Lac-Saint-Jean. Plus tard, une route jusqu'au lac Jacques-Cartier. À partir de 1907, les pêcheurs sportifs ont été à leur tour desservis par des installations d'hébergement, auxquelles s'est ajouté plus tard le camp Devlin. Le lac à l'Épaule a accueilli, à l'été 1943, sir Winston Churchill et Franklin Delano Roosevelt, réunis à Québec pour une conférence des Alliés. Un pavillon plus important, érigé par une entreprise forestière en 1946, est devenu par la suite un lieu de rencontre réservé aux instances gouvernementales. Un événement marquant de l'histoire contemporaine s'y est déroulé en septembre 1962 et a rendu célèbre l'expression faire, tenir un lac-à-l'épaule. Un conseil spécial des ministres du gouvernement québécois s'y est tenu, en effet, pour décider le déclenchement d'une élection référendaire sur le thème « Confier à Hydro-Québec le mandat d'unifier et d'intégrer les ressources hydroélectriques québécoises ».
Le toponyme « lac à l'Épaule » a été officialisé le 5 décembre 1968 par la Commission de toponymie du Québec.